# Кримська промова Володимира Путіна
Кримська промова Володимира Путіна — звернення президента Росії В. В. Путіна 18 березня 2014 року до обох палат Федеральних зборів Російської Федерації у зв'язку з проханням парламенту Криму про прийом автономної республіки до складу Російської Федерації. Оголошено в Георгіївському залі Кремля. На думку багатьох аналітиків, ця промова перегукується і в цілому текстуально повторює «Судетську промову» Гітлера 1938 року.

## Контекст
16 березня на тлі кризи в автономної республіці відбувся референдум про статус Криму. За даними організаторів, у ньому взяли участь понад 82 % (за іншими даними — 30 % чи 32,4 %) виборців, понад 96 відсотків висловилося за возз'єднання з Росією. 17 березня, враховуючи «волевиявлення народів Криму» на загальнокримському референдумі, Путін підписав указ про визнання як суверенної і незалежної держави Республіки Крим, в якій місто Севастополь має особливий статус. Увечері цього ж дня стало відомо про звернення Путіна, яке було призначено на 18 березня в 15 годин.

## Зміст
На початку промови Путін констатував, що референдум пройшов в повній відповідності з демократичними процедурами та міжнародно- правовими нормами, а цифри підтримки вступу Криму до Росії — гранично переконливі.
Путін нагадав про стародавній Херсонес, де прийняв хрещення князь Володимир, про могили російських солдатів, про Севастополь — батьківщину Чорноморського флоту. Зазначив, що до кримських татар в радянський час була проявлена жорстока несправедливість, однак від репресій постраждали і російські люди. Після того, як кримські татари повернулися на свою землю, необхідні нові рішення, які завершать реабілітацію кримськотатарського народу. У Криму буде три рівноправні державні мови — російська, українська і кримсько-татарська.
Президент підкреслив, що в серці людей Крим завжди був невід'ємною частиною Росії. Більшовики включили до складу України російські землі, які тепер є південним сходом України. У 1954 році Крим і Севастополь передали Українській РСР. Дане рішення було прийнято з порушенням конституційних норм, кулуарно, в умовах тоталітарної держави жителів Криму і Севастополя ні про що не питали. Те рішення сприймалося як формальність, оскільки території передавалися в рамках однієї країни.
У 1991 році при розпаді СРСР, денонсацію Союзного договору та освіті України як незалежної держави людям обіцяли загальну валюту і загальний економічний простір. Однак цього не сталося. «І коли Крим раптом опинився в іншій державі, Росія зрозуміла, що її не просто обікрали, — її пограбували». Сама Росія в той час також сприяла розпаду СРСР. При оформленні незалежності України забули і про Крим, і про базу Чорноморського флоту. «Російський народ став найбільшим розділеним народом у світі».
За словами Путіна, Росія як держава тоді опустила голову і змирилася, проковтнула образу, проте самі росіяни вважали, що Крим — російська земля, а Севастополь — російське місто.
На початку 2000-х років президент України Леонід Кучма звернувся з проханням провести переговори про делімітацію кордону в розрахунку на те, що питання про відділення Криму буде закритий. Росія пішла назустріч Україні виходячи з нових реалій і бажання будувати хороші відносини з братнім народом. Однак ситуація стала розвиватися інакше. Росіян в Україні робили об'єктом примусової асиміляції, вони страждали від безперервного кризи, яка стрясає Україну 20 років. Ставлення росіян до можновладцям, які «тільки й доїли Україну», ставало все більш критичним. Станом на 2013 рік, 3 мільйони жителів України працювали в Росії. Путін з розумінням поставився до тих, хто з мирними гаслами вийшов на Євромайдан, протестуючи проти корупції та бідності.
Однак виявилося, що за протестними акціями стояли сили, які готують державний переворот. Здійснили його націоналісти, неонацисти і русофоби. Нові нелегітимні влади почали з законопроєкту про перегляд мовної політики, за яким стояли спроби побудувати етнічно чиста українська держава. «Всім гранично ясно, що мають намір робити поплічники Бандери — поплічника Гітлера».
У цих обставин Президент Росії отримав право використовувати Збройні сили, але цим правом відкрито не скористався. Збройні сили РФ не входили на територію Криму, вони і до подій там знаходилися у відповідності з російсько-українським міждержавним договором.
Призначаючи референдум про незалежність, Верховна рада Криму виходив з тієї ж статті ООН, на яку посилалася в 1991 році при самовизначенні і Україна. Крим скористався і косовським прецедентом. В аналогічній ситуації міжнародне співтовариство визнало відділення Косово від Сербії законним. У рішенні суду ООН зазначено, що «міжнародне право не містить заборони на оголошення незалежності». У меморандумі США, направленому до суду у справі про незалежність краю Косово, також визнавалося, що « Декларації незалежності можуть порушувати внутрішнє законодавство, але це не означає порушення міжнародного права».
За час кризи в Криму не відбулося ні єдиного збройного зіткнення. Путін подякував тих українських військовослужбовців, які не пішли на кровопролиття та не заплямували себе кров'ю.
Путін засудив реакцію Заходу на події в Криму і санкції, введені проти російських і українських політиків. Росія не проти співпраці з НАТО, однак не може примиритися з тим, щоб північноатлантичний військовий альянс господарював «біля нашого паркану, поруч з нашим будинком або на наших історичних територіях». Президент Росії висловив вдячність народу Китаю, високо оцінив стриманість Індії. Звернувся до волелюбного народу США, підкресливши, що для жителів Криму свобода є такою ж цінністю. Згадавши про те, що далеко не всі союзники ФРН співчували в 1989 році її об'єднання з НДР, Путін нагадав, що СРСР тоді підтримав щире прагнення німців до національної єдності. Президент висловив упевненість, що громадяни Німеччини підтримають прагнення російського світу до відновлення єдності: «Крим залишиться і російською, і українською, і кримсько-татарською. Він буде рідним домом для представників усіх живуть там народів. Але він ніколи не буде бандерівським».
Путін запевнив, що Росія не прагнутиме до конфронтації з країнами Заходу і Сходу, і підкреслив, що Росія і Україна — це один народ. В Україні будуть і надалі жити мільйони російських громадян, а це означає, що Росія завжди буде захищати їх інтереси.
Переважна більшість жителів Криму підтримує возз'єднання Криму і Севастополя з Російською Федерацією. Про це ж свідчать і результати соціологічних опитувань в Росії. «Ґрунтуючись на результатах референдуму, спираючись на волю народу, вношу в Федеральні збори проєкт закону про вступ до складу Росії Криму і Севастополя», — уклав Путін.
У своїй промові Путін використовував термін (рос.)«национал-предатели» (англ. «national-traitors»), що є калькою з німецького слова Nationalverräter, вперше використаного Адольфом Гітлером у маніфесті нацизму «Mein Kampf».
Виступ Путіна тривав 45 хвилин.

## Підписання договору
Відразу після звернення Путіна відбулося підписання Договору про прийняття до складу Росії Криму і утворення в складі Російської Федерації нових суб'єктів. Договір підписали президент Росії Володимир Путін, спікер кримського парламенту Володимир Константинов, прем'єр-міністр Криму Сергій Аксьонов, та голова міста Севастополя Олексій Чалий.